# Рисевичи
Рисевичи (бел. Рысевічы) — деревня в Браславском районе Витебской области Беларуси. Входит в состав Тетерковского сельсовета.

## География
Деревня находится в западной части Витебской области, к западу от озера Густаты (Густата), при автодороге Н-2165, на расстоянии приблизительно 18 километров (по прямой) к юго-востоку от города Браслав, административного центра района. Абсолютная высота — 142 метра над уровнем моря. Площадь населённого пункта — 0,2084 км².

## История
По состоянию на 1905 год, в деревне проживало 182 человека (89 мужчин и 93 женщины). В административном отношении входила в состав Иодской волости Дисненского уезда Виленской губернии.
До 16 сентября 1960 года деревня входила в состав Иодского сельсовета Шарковщинского района.

## Население
По данным переписи 2019 года, в деревне проживал 1 человек.
| Год  | Население, человек |
| ---- | ------------------ |
| 1905 | 182                |
| 2009 | ↘ 7                |
| 2019 | ↘ 1                |